# Turzyna
Turzyna (895 m n.p.m.) – wzniesienie w południowo-zachodniej Polsce, w Sudetach Środkowych, w Górach Kamiennych.

## Położenie
Wzniesienie położone jest w północno-zachodniej części pasma Gór Suchych, między Przełęczą pod Turzyną, po zachodniej stronie a Przełęczą pod Jeleńcem po wschodniej stronie, na południowy zachód od miejscowości Rybnica Leśna.
Jest to wzniesienie w kształcie stożka, o stromych zboczach, z wyraźnie zaznaczoną kopulastą częścią szczytową. Poniżej szczytu na wschodnim i zachodnim zboczu góry tkwią pojedyncze skałki.
Zbudowane jest ze skał wylewnych – melafirów (trachybazaltów), należących do północnego skrzydła niecki śródsudeckiej.
W całości porośnięte jest lasem regla dolnego, który stanowi monokultura świerka. Zbocze północne do wysokości 700 m n.p.m. zajmują górskie łąki i nieużytki.
Wzniesienie położone jest na północnym obrzeżu Parku Krajobrazowego Sudetów Wałbrzyskich.

## Turystyka
Przez szczyt przechodzą piesze szlaki turystyczne:
- – czerwony fragment Głównego Szlaku Sudeckiego prowadzący z Jedliny do Sokołowska i dalej.
- – niebieski prowadzący z Mieroszowa do Wałbrzycha.